# Markus Feusi
Pour les articles homonymes, voir Feusi.
Arnold Joseph Feusi, né le 24 août 1968, est un rameur d'aviron suisse. Il participe à la compétition à quatre sans barreur poids légers en aviron lors des Jeux olympiques d'été de 1996 d'Atlanta.